# 마법의 성 (드라마)
《마법의 성》은 1999년 11월 22일부터 1999년 12월 28일까지 방영된 KBS 2TV 월화 드라마이다.

## 등장 인물
- 유준상 : 이풍진 역
- 이나영 : 홍윤희 역
- 황인성 : 조민서 역
- 김시원 : 성란 역
- 송선미 : 방애자 역
- 안재모 : 김선우 역
- 박광정 : 마삼수 역
- 이덕화 : 왕대산 역
- 이응경 : 현여사 역
- 송옥숙 : 춘자 역

## 참고 사항
- 주요 남자 배우들 섭외 문제로 골머리를 썩인 데 이어[1] 서민들의 꿈과 애환을 다루는 것으로 시작했지만 결국 젊은이들의 애정문제가 중심이 되어버렸으며 이런 이유로 한자릿수 시청률에 그쳐 기대 이하의 성적에 머물렀다.
- 극중 왕대산 역을 맡았던 이덕화가 94년 자사 월화사극 한명회 이후[2] 해당 작품으로 5년만에 KBS 복귀를 했다.